# N-acetilmuraminska kislina
N-acetilmuraminska kislina je eter mlečne kisline in N-acetilglukozamina s kemijsko formulo C11H19NO8. Je sestavina biopolimera peptidoglikana, ki se nahaja v bakterijski celični steni in je zgrajen iz verige z izmeničnimi N-acetilmuraminsko kislino in N-acetilglukozaminom, preko mlečnokislinskih ostankov pa je povezan z oligopeptidnimi mostovi s sosednimi verigami.
N-acetilmuraminska kislina je monosaharidni derivat N-acetilglukozamina.

## Klinični pomen
Bakterije iz rodu klamidij v celični steni ne vsebujejo muraminske kisline, kar je pomembno, ker gre za izjemo. Zato tudi penicilini niso zelo učinkoviti pri zdravljenju klamidijskih okužb; penicilini namreč delujejo tako, da zavirajo tvorbo peptidoglikana. Po navadi se za zdravljenje uporabljajo antibiotiki, ki zavirajo sintezo bakterijskih beljakovin, npr. doksociklin ali azitromicin.